# Chrastava
Chrastava (tyska: Kratzau) är en stad som ligger i norra Böhmen, Tjeckien. Chrastava hade 6 213 invånare år 2016.